# Гипотеза Рамануджана
Гипотеза Рамануджана — высказанное С. Рамануджаном предположение относительно величины коэффициентов Фурье {\displaystyle \tau (n)} функции {\displaystyle \Delta } (параболическая формы веса 12). Функция {\displaystyle \Delta } есть собственная функция операторов Гекке, {\displaystyle \tau (n)} — соответствующие собственные значения.
Рамануджан предположил, что они удовлетворяют неравенству:
{\displaystyle |\tau (p)|\leqslant 2p^{11/2},}
где {\displaystyle p} — простое.
При этом функцию {\displaystyle \tau (n)} называют также функцией Рамануджана.
Ханс Петерсон обобщил гипотезу Рамануджана на случай собственных значений операторов Гекке модулярных форм веса {\displaystyle k}, где целое {\displaystyle k\geqslant 2}. Это так называемая гипотеза Петерсона.
Позднее Пьер Делинь свёл гипотезу Петерсона к гипотезе Вейля, которую впоследствии сам же доказал в 1974 году. Соответственно, этим была доказана и гипотеза, выдвинутая Рамануджаном.